# 마오 유우키
마오 유우키(일본어: 麻央 侑希 まお ゆうき[*], 1987년 12월 13일 - )는 일본의 배우이다. 전 다카라즈카 가극단 호시구미 남역 스타이다.
가나가와현 요코하마시, 세이죠가쿠엔 고등학교 출신이다. 키 176cm, 혈액형은 O형, 애칭은 "윳코", "마오", "on짱"이다.
소속사는 오피스 피롯토이다.

## 약력
2006년, 다카라즈카 음악학교에 입학하였다.
2008년, 다카라즈카 가극단 94기생으로 입단. 입단 당시 성적은 28등. 츠키구미 공연 「ME AND MY GIRL」로 초무대. 그 후, 호시구미에 배속되었다.
2009년, 한큐한신 첫 참배 포스터 모델로 기용되었다.
2011년, 쇼 「노바 보사 노바」로 신인공연 첫 주연을 맡았다.
2014년, 「The Lost Glory」로 2번째 신인공연 추연을 맡았다. 이어, 「아르카살」로 토아 레이야와 함께 바우홀 공연 더블 주연을 맡았다.
2019년 10월 13일, 쿠레나이 유즈루ㆍ키사키 아이리 톱콤비 퇴단공연 「GOD OF STARS／에클레르 브리앙」 도쿄 공연 천추락을 기해, 다카라즈카 가극단을 퇴단하였다.

## 인물
할아버지는 야구 평론가 히로오카 타츠로이다.
4살부터 클래식 발레를 배우기 시작해, 중학교 2학년까지 기계체조 교실에 다녔다. 중학교 시절에는 육상부에 소속되어, 100미터 허들에서 세타가야구 3위를 한 적이 있다.
고등학생 때, 재즈댄스르 배우기 시작했는데, 다카라즈카 OG였던 강사에게 다카라즈카에 응시할 것을 강력히 권유받았다. 막연하게 쇼 비즈니스 세계에 대한 동경을 가지고 있었지만, 같은 고등학교 동창이었던 란노 하나ㆍ스미레노 레이 자매가 음악학교에 입학함으로써, "그런 세계도 있구나"라고 알았다고 한다. 고등학교 3학년 때에, 처음으로 도쿄 다카라즈카 극장에서 호시구미 공연 「나가사키 시구레자카/소울·오브·시바!!」를 관람하고, 다카라즈카 수험을 결심했다.
부모님은 다카라즈카 수험을 강하게 반대했기 때문에, 수험 회장인 효고에 혼자 갔고, 합격 후의 소속은 같은 재즈댄스 교실 출신의 아키즈키 사야의 어머니가 동행해 주었다. 음악학교 입학 후에도 여전히 부모님의 반대가 있었고, 문화제의 연극에서 주역을 맡으면서 점점 인정을 받았고, 그 후에는 다카라즈카의 열렬한 팬으로서 응원해주게 되었다고 한다.
예명은 본명과 그에 맞는 한자를 이름사전에서 찾고 획수를 고려하여 정했다.

## 퇴단 후 주요 활동

### 무대
- 2021년 7월, 『루 시드』 (あうるすぽっと) - 돈 생슈
- 2022년 1월, 『새벽의 노래』 (사쿠라 홀) - 미도리카와 노리코
- 2022년 9월, 『BUNNY GIRL〜10인 토끼색깔〜』 (六行会ホール) - 마츠오카 레이
- 2023년 2월, 『『刀剣乱舞』禺伝 矛盾源氏物語』 (TOKYO DOME CITY HALL・오릭스극장) - 山鳥毛

## 광고ㆍCM출연
- 2009년, 『한큐한신』 첫 참배 포스터 모델
- 2011년, 아식스 『BC WALKER』